# Cercomacra manu
El hormiguero del Manu (en Perú) (Cercomacra manu), es una especie de ave paseriforme de la familia Thamnophilidae perteneciente al género Cercomacra. Es nativo de la región amazónica en América del Sur.

## Distribución y hábitat
Se distribuye localmente en el sur de la Amazonia en Brasil (Acre, suroeste de Amazonas, norte de Mato Grosso, sur de Pará, norte de Tocantins, centro de Maranhão), sureste de Perú (Madre de Dios y adyacencias del sur de Ucayali y este de Cuzco) y noroeste de Bolivia (Pando, La Paz).
Localmente no es poco común en enmarañados de bambú Guadua en selvas húmedas, hasta los 1350 m s. n. m. de altitud.

## Sistemática

### Descripción original
La especie C. manu fue descrita por primera vez por los ornitólogos estadounidenses John W. Fitzpatrick y David E. Willard en 1990 bajo el mismo nombre científico; localidad tipo «Shintuya, Madre de Dios, Perú».

### Etimología
El nombre genérico femenino «Cercomacra» deriva del griego «kerkos»: cola y «makros»: larga, significando «de cola larga»; y el nombre de la especie «manu», se refiere al Parque Nacional del Manu, en Madre de Dios, Perú.

### Taxonomía
Se verifica una fuerte variación en el canto entre las aves del sureste de Perú/Acre y las del sureste de la Amazonia, lo que sugiere que podrían tratarse de dos taxones diferentes. Es monotípica.